# 迈克尔·凯奇
迈克尔·杰尔姆·凯奇（英語：Michael Jerome Cage，1962年1月28日—），美国NBA联盟职业篮球运动员。他在1984年的NBA选秀中第1轮第14顺位被洛杉矶快船选中。87-88赛季联盟篮板王，快船队主力前锋。

## 职业生涯
作为一名来自圣地亚哥州立大学的 6 英尺 9 英寸的大前锋/中锋，他是阿兹特克人队的历史篮板王和截至 2011 年的第二大得分手。凯奇是 1984 年 NBA 选秀的第 14 顺位。他为五支球队效力了 15 个 NBA 赛季（1984-2000 年）：洛杉矶快船队、西雅图超音速队、克利夫兰骑士队、费城 76 人队和新泽西篮网队。
1987年1月19日，凯奇在输给圣安东尼奥马刺队的比赛中得到职业生涯最高的29分。